# Paramelomys platyops
Paramelomys platyops és una espècie de mamífer rosegador de la família dels múrids. Viu a altituds d'entre 0 i 1.000 msnm a Indonèsia i Papua Nova Guinea. El seu hàbitat natural són els boscos pertorbats. És una espècie en risc mínim, és a dir, no sembla que hi hagi cap amenaça significativa per a la seva supervivència. El seu nom específic, platyops, significa ‘cara plana’ en llatí.